# 光明山普覺禪寺
光明山普覺禪寺（英語：Kong Meng San Phor Kark See Monastery）是位於新加坡碧山的一座佛教寺廟，由轉道等人為傳佈佛教和為僧人提供住處而建造，是新加坡最大的佛寺。
新嘹喨觉慧法音合唱团的歌曲MV多在此取景。

## 设施
位於該寺「宏船老和尚纪念堂」內的大型青銅佛像是亞洲最大的佛像之一，高達13.8公尺，重達55公噸。

## 图库

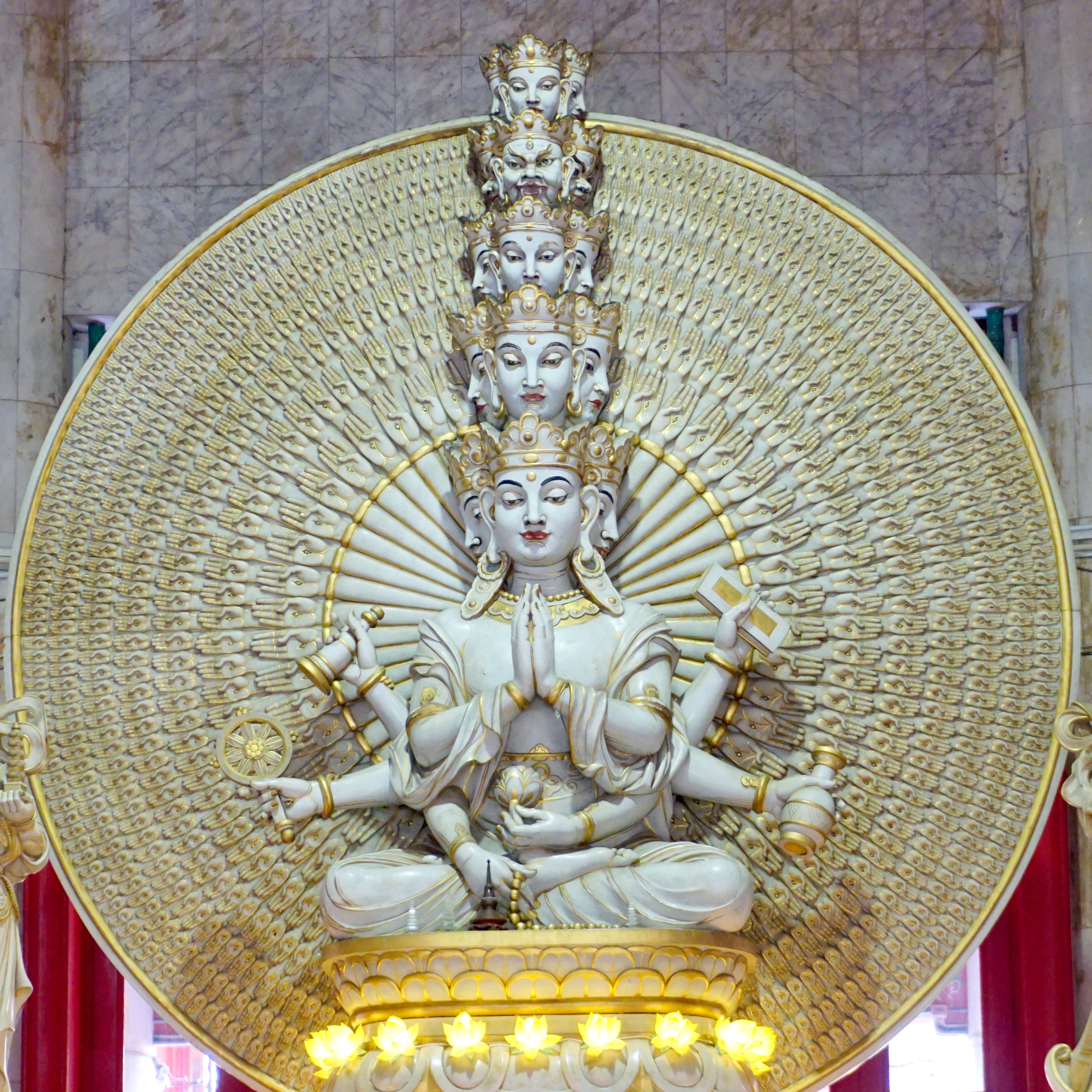
千手观音
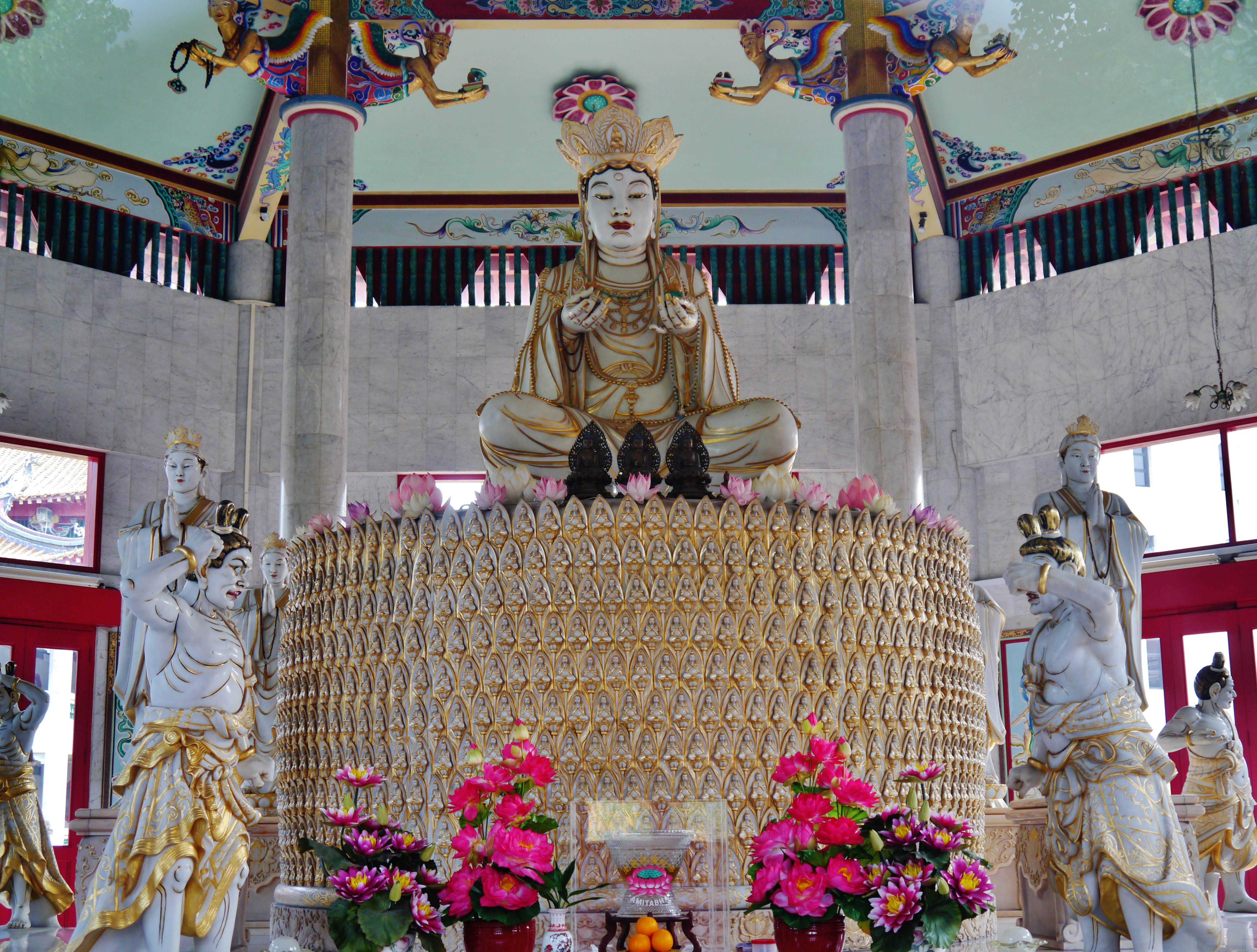
毗卢遮那佛
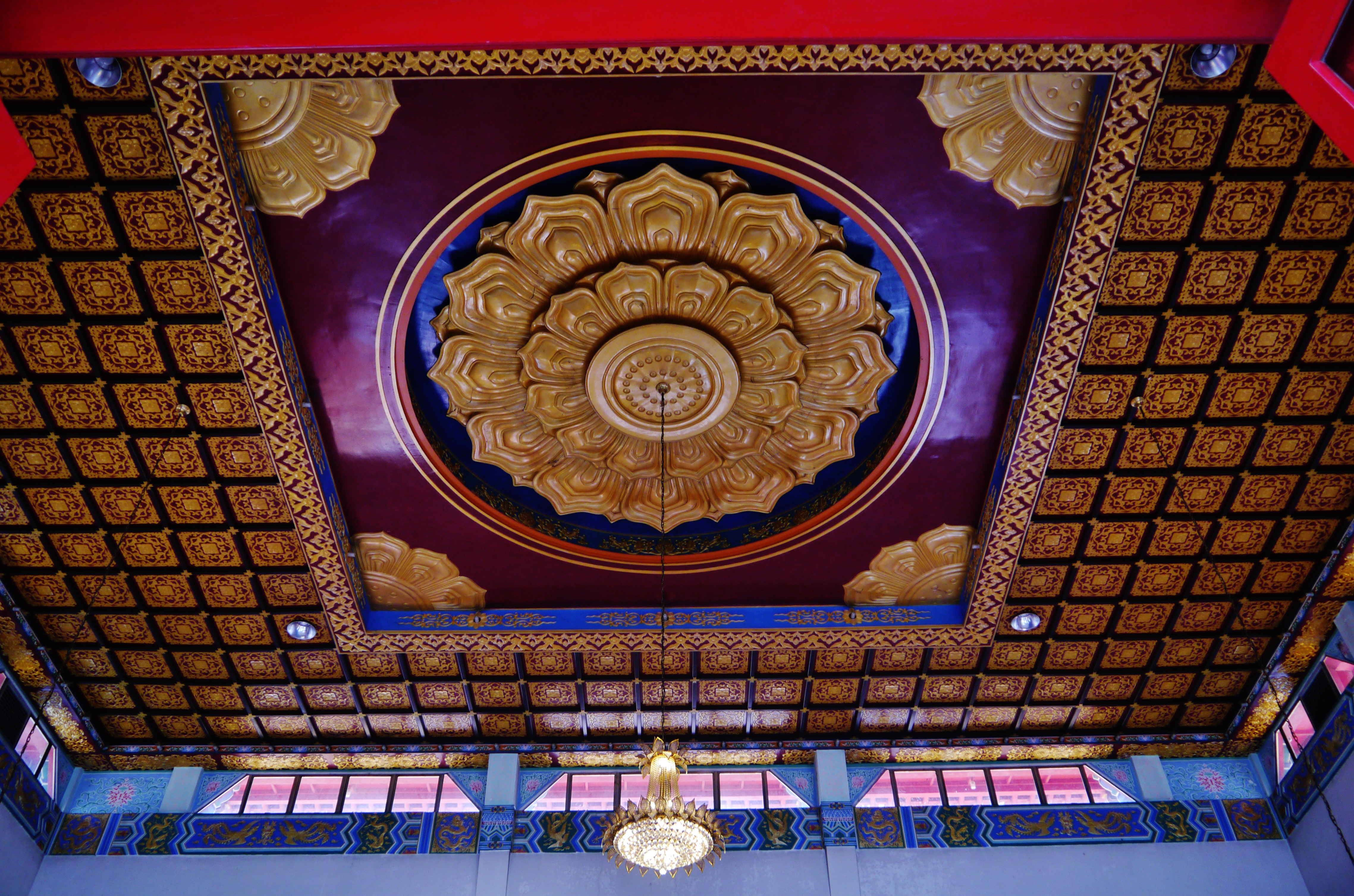
藻井

## 外部連結
- 光明山普覺禪寺的Facebook專頁
- YouTube上的